# オースティン市長
オースティン市長は、アメリカ合衆国テキサス州オースティンの首長である。
| 在任期間                      | 氏名                                 |
| ----------------------------- | ------------------------------------ |
| 1840年                        | エドウィン・ウォーラー               |
| 1840年 - 1841年               | トーマス・W・ウォード                |
| 1841年                        | モーゼス・ジョンソン                 |
| 1842年 - 1843年               | アサブ・リガム                       |
| 1843年 - 1844年               | J・W・ロバートソン                   |
| 1845年 - 1846年               | ジェームズ・M・ロング                |
| 1847年                        | ジェイコブ・M・ハレル                |
| 1850年 - 1851年               | S・G・ヘイニー                       |
| 1852年                        | ジョージ・J・ダーラム                |
| 1853年                        | トーマス・ウィリアム・ウォード       |
| 1853年                        | W・P・ディノーマンディー             |
| 1854年                        | ジョン・S・フォード                  |
| 1855年                        | J・T・クリーブランド                 |
| 1856年                        | E・R・ペック                         |
| 1857年                        | トーマス・E・スニード                |
| 1858年 - 1859                 | B・F・カーター                       |
| 1860年 - 1862年               | ジェームズ・W・スミス                |
| 1863年 - 1864年               | S・G・ヘイニー                       |
| 1865年                        | トーマス・ウィリアム・ウォード       |
| 1866年 - 1867年               | ウィリアム・カー                     |
| 1867年 - 1871年               | リアンダー・ブラウン                 |
| 1871年 - 1872年               | ジョン・グレン                       |
| 1873年 - 1877年               | トーマス・ベントン・ウィーラー       |
| 1877年 - 1880年               | ジェイコブ・カール・ディグレス       |
| 1880年 - 1881年               | L・M・クロッカー                     |
| 1881年 - 1884年               | W・A・セイラー                       |
| 1884年 - 1887年               | J・W・ロバートソン                   |
| 1888年 - 1889年               | ジョセフ・ネール                     |
| 1890年 - 1895年               | ジョン・マクドナルド                 |
| 1896年 - 1897年               | ルイス・ハンコック                   |
| 1898年 - 1901年               | ジョン・ドッド・マッコール           |
| 1901年 - 1905年               | R・E・ホワイト                       |
| 1905年 - 1907年               | W・D・シェリー                       |
| 1907年 - 1909年               | F・M・マドックス                     |
| 1909年 - 1919年               | アレクサンダー・ペン・ウールドリッジ |
| 1919年 - 1926年               | W・D・イェット                       |
| 1926年 - 1933年               | P・W・マクファデン                   |
| 1933年 - 1949年               | ロバート・トーマス・ミラー           |
| 1949年 - 1951年               | テイラー・グラス                     |
| 1951年 - 1953年               | W・S・ドレイク                       |
| 1953年 - 1955年               | チャールズ・A・マカデン              |
| 1955年 - 1961年               | ロバート・トーマス・ミラー           |
| 1961年 - 1967年               | レスター・パーマー                   |
| 1967年 - 1969年               | ハリー・エイキン                     |
| 1969年 - 1971年               | トラビス・L・ラルー                  |
| 1971年 - 1975年               | ロイ・バトラー                       |
| 1975年 - 1977年               | ジェフリー・フリードマン             |
| 1977年 - 1983年               | キャロル・キートン・ストレイホーン   |
| 1983年 - 1985年               | ロン・マレン                         |
| 1985年 - 1988年               | フランク・C・クックセイ              |
| 1988年 - 1991年               | リー・クック                         |
| 1991年 - 1997年               | ブルース・トッド                     |
| 2001年11月9日 - 1997年5月     | カーク・ワトソン                     |
| 2003年6月16日 - 2001年11月9日 | グスタボ・L・ガルシア                |
| 2003年6月16日 - 2009年6月22日 | ウィル・ウィン                       |
| 2009年6月22日 - 2015年1月     | リー・レフィングウェル               |
| 2015年1月 - 2023年1月6日      | スティーヴ・アドラー                 |
| 2023年1月6日 - 現職           | カーク・ワトソン                     |